# Championnat d'Angleterre de football 1937-1938
Navigation
Édition précédente Édition suivante
La 46e édition du championnat d'Angleterre de football est remportée par Arsenal. 
C’est le cinquième titre du club du nord de Londres, à un titre du duo que forment Aston Villa et Sunderland AFC qui ont fait mieux avec six titres de champions.
Wolverhampton Wanderers est deuxième. Preston North End complète encore une fois le podium.
Everton devient l'équipe ayant disputé le plus de saisons en Premier League en  devançant Aston Villa et Blackburn Rovers.
Le système de promotion/relégation reste en place : descente et montée automatique, sans matchs de barrage pour les deux derniers de première division et les deux premiers de deuxième division. Manchester City, le champion en titre, et West Bromwich Albion descendent en deuxième division. Ils sont remplacés pour la saison 1938/39 par Manchester United et Aston Villa.
Tommy Lawton, joueur d'Everton, avec 28 buts, termine meilleur buteur du championnat.

## Les clubs de l'édition 1937-1938
| Club                                  | Ville          |
| ------------------------------------- | -------------- |
| Arsenal Football Club                 | Londres        |
| Birmingham City Football Club         | Birmingham     |
| Blackpool Football Club               | Blackpool      |
| Bolton Wanderers Football Club        | Bolton         |
| Brentford Football Club               | Londres        |
| Charlton Athletic Football Club       | Londres        |
| Chelsea Football Club                 | Londres        |
| Derby County Football Club            | Derby          |
| Everton Football Club                 | Liverpool      |
| Huddersfield Town Football Club       | Huddersfield   |
| Grimsby Town Football Club            | Newcastle      |
| Leeds United Football Club            | Leeds          |
| Leicester City Football Club          | Leicester      |
| Liverpool Football Club               | Liverpool      |
| Manchester City Football Club         | Manchester     |
| Middlesbrough Football Club           | Middlesbrough  |
| Portsmouth Football Club              | Portsmouth     |
| Preston North End Football Club       | Preston        |
| Stoke City Football Club              | Stoke-on-Trent |
| Sunderland Association Football Club  | Sunderland     |
| West Bromwich Albion Football Club    | Birmingham     |
| Wolverhampton Wanderers Football Club | Wolverhampton  |

## Compétition

### Classement
Le classement est établi sur le barème de points classique (victoire à 2 points, match nul à 1, défaite à 0).
| Rang | Équipe                  | Pts | J  | G  | N  | P  | Bp | Bc | Diff |
| ---- | ----------------------- | --- | -- | -- | -- | -- | -- | -- | ---- |
| 1    | Arsenal                 | 52  | 42 | 21 | 10 | 11 | 77 | 44 | +33  |
| 2    | Wolverhampton Wanderers | 51  | 42 | 20 | 11 | 11 | 72 | 49 | +23  |
| 3    | Preston North End       | 49  | 42 | 16 | 17 | 9  | 64 | 44 | +20  |
| 4    | Charlton Athletic       | 46  | 42 | 16 | 14 | 12 | 65 | 51 | +14  |
| 5    | Middlesbrough           | 46  | 42 | 19 | 8  | 15 | 72 | 65 | +7   |
| 6    | Brentford               | 45  | 42 | 18 | 9  | 15 | 69 | 59 | +10  |
| 7    | Bolton Wanderers        | 45  | 42 | 15 | 15 | 12 | 64 | 60 | +4   |
| 8    | Sunderland              | 44  | 42 | 14 | 16 | 12 | 55 | 57 | -2   |
| 9    | Leeds United            | 43  | 42 | 14 | 15 | 13 | 64 | 69 | -5   |
| 10   | Chelsea                 | 41  | 42 | 14 | 13 | 15 | 65 | 65 | 0    |
| 11   | Liverpool               | 41  | 42 | 15 | 11 | 16 | 65 | 71 | -6   |
| 12   | Blackpool               | 40  | 42 | 16 | 8  | 18 | 61 | 66 | -5   |
| 13   | Derby County            | 40  | 42 | 15 | 10 | 17 | 66 | 87 | -21  |
| 14   | Everton                 | 39  | 42 | 16 | 7  | 19 | 79 | 75 | +4   |
| 15   | Huddersfield Town       | 39  | 42 | 17 | 5  | 20 | 55 | 68 | -13  |
| 16   | Leicester City          | 39  | 42 | 14 | 11 | 17 | 54 | 75 | -21  |
| 17   | Stoke City              | 38  | 42 | 13 | 12 | 17 | 58 | 59 | -1   |
| 18   | Birmingham City         | 38  | 42 | 10 | 18 | 14 | 58 | 62 | -4   |
| 19   | Portsmouth              | 38  | 42 | 13 | 12 | 17 | 62 | 68 | -6   |
| 20   | Grimsby Town            | 38  | 42 | 13 | 12 | 17 | 51 | 68 | -17  |
| 21   | Manchester City         | 36  | 42 | 14 | 8  | 20 | 80 | 77 | +3   |
| 22   | West Bromwich Albion    | 36  | 42 | 14 | 8  | 20 | 74 | 91 | -17  |

|  | Champion d'Angleterre |
|  | Relégation            |

## Bilan de la saison
| Tableau d'Honneur                    |                   |
| Compétition                          | Vainqueur         |
| Championnat d'Angleterre de football | Arsenal           |
| Coupe d'Angleterre de football       | Preston North End |
| Charity Shield                       | Manchester City   |

| Promotions et relégations |                                      |
| Promus                    | Aston Villa Manchester United        |
| Relégués                  | Manchester City West Bromwich Albion |

## Statistiques

### Meilleur buteur
- Tommy Lawton, Everton, 28 buts